# Charles Claxton
Charles Claxton Jr. (Saint Thomas, Islas Vírgenes, 13 de diciembre de 1970) es un exjugador de baloncesto estadounidense que disputó 3 partidos en la NBA, además de jugar en la liga de Puerto Rico, la liga polaca, la liga lituana y la liga inglesa. Con 2,13 metros de estatura, jugaba en la posición de pívot. Es el padre del también jugador de baloncesto Nicolas Claxton.

## Trayectoria deportiva

### Universidad
Jugó durante cuatro temporadas con los Bulldogs de la Universidad de Georgia en las que promedió 11 puntos, 7,2 rebotes y 2,1 tapones por partido. Conserva el récord de su universidad de más tapones en una temporada, con 94 en 1995, y el de más tapones en un partido, con 9, que lo logró en dos ocasiones. En 1993 fue elegido por los entrenadores en el segundo mejor quinteto de la Southeastern Conference.

### Profesional
Fue elegido en la quincuagésima posición del Draft de la NBA de 1994 por Phoenix Suns, pero regresó a su universidad para completar su ciclo formativo. Al comienzo de la temporada 1995-96 fichó como agente libre por Cleveland Cavaliers, quienes lo descartaron a los pocos días, fichando entonces por Boston Celtics, con los que solo llegó a jugar 3 partidos, en los que anotó una única canasta.
Se marchó entonces a los Criollos de Caguas de la liga de Puerto Rico, pero solo disputó dos partidos, en los que promedió 8,5 puntos y 8,5 rebotes. Regresó a su país, fichando por Utah Jazz por una temporada, pero no llegó a debutar con el equipo.
Su carrera continuó en Europa, fichando por el Anwil Włocławek de la liga polaca. Al año siguiente jugó en el Atletas Kaunas de Lituania, jugando una última temporada con los Brighton Bears de la liga inglesa.

## Estadísticas de su carrera en la NBA

### Temporada regular
| Temporada | Edad | Equipo         | Liga | P | TIT | MIN | TC  | TCA | %TC  | 3P  | 3PA | %3P | TL  | TLA | %TL  | R.OF. | R.DEF. | REB | ASIS | ROB | TAP | PER | FP  | PTS |
| 1995-96   | 25   | Boston Celtics | NBA  | 3 | 0   | 2.3 | 0.3 | 0.7 | .500 | 0.0 | 0.0 |     | 0.0 | 0.7 | .000 | 0.7   | 0.0    | 0.7 | 0.0  | 0.0 | 0.3 | 0.3 | 1.3 | 0.7 |
| Total     |      |                | NBA  | 3 | 0   | 2.3 | 0.3 | 0.7 | .500 | 0.0 | 0.0 |     | 0.0 | 0.7 | .000 | 0.7   | 0.0    | 0.7 | 0.0  | 0.0 | 0.3 | 0.3 | 1.3 | 0.7 |